# Шериф

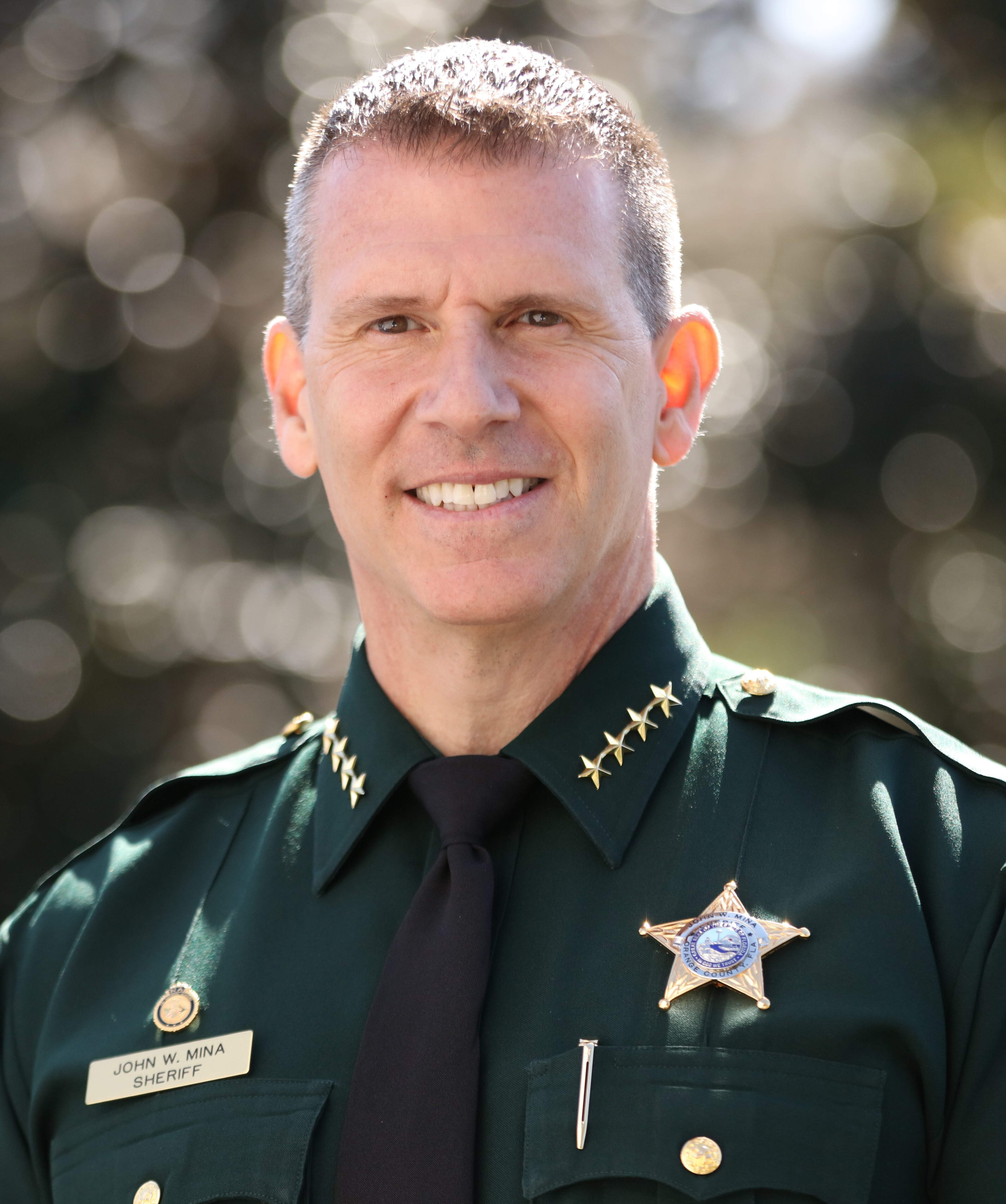
Шериф округу Орандж, Каліфорнія, США

Шери́ф (англ. sheriff від давн-англ. scir — «графство» і gerefa — «службовець, правитель») — в деяких країнах службова особа, що здійснює адміністративні, поліційні та деякі судові функції. Шериф відповідає за дотримання закону, як правило, на рівні округу. В частині країн ця посада виборна (наприклад, у США), в інших призначувана королем (у Великій Британії).

## Історія
В англо-саксонський період історії Англії однією з основних локальних адміністративних посад, що назначається королем, була посада ріва (reeve). В графствах (shires) представник влади короля називався відповідно «рів графства» — shire-reeve. Саме через таке словосполучення уже в середньовічній Англії і виникло слово шериф. Найвідомішим шерифом епохи Плантагенетів був ворог легендарного Робіна Гуда, шериф Ноттингема.
В Англії посада (під назвою scirgerefa) існувала ще до нормандського завоювання 1066 року. За часів Вільгельма I Завойовника церковні суди відділили від світських і шериф став керівником багатьох галузей життя графства, а також головою його суду. Шериф скликав військові сили графства та командував ними, виконував усі постанови та протягом першого століття після завоювання розглядав як кримінальні, так і цивільні справи.
З часів Генріха II (1154—1189) юрисдикція шерифів обмежилася внаслідок розширення повноважень curia regis («королівського суду»). Обов'язком шерифа стало розслідування звинувачень у злочинах у межах свого графства, проведення попереднього допиту обвинувачених, суд за невеликі злочини та затримання обвинувачених у тяжких злочинах. Інші функції перешли до коронера, констебля та мирового судді. В той же час у Шотландії та Ірландії шерифи зберегли більше повноважень.
Після реорганізації місцевого самоврядування за часів Тюдорів у XV та XVI ст. посада шерифа стала значною мірою церемоніальною. Однак у Законі про шерифів 1877 року шерифам у всіх частинах Англії було доручено спільний набір обов'язків: відвідувати виборчі петиції, відповідати за виконання судових постанов і безпечне утримання в'язнів, бути членами ради виборців на парламентських виборах. До скасування смертної кари в 1965 році шерифи також відповідали за виконання смертних вироків. У англійських колоніях в Америці посада шерифа відома з 1600-х років. Першим зареєстрованим шерифом в Америці був Вільям Стоун, якого призначили на цю посаду в 1634 році, щоб представляти графство Нортгемптон на території сучасного штату Вірджинія. Але з 1650-х шерифи почали обиратися громадою.

## Велика Британія
У сучасній Англії шериф — головний представник уряду в графстві. Він призначається королівською грамотою на 1 рік і виконує адміністративні функції, в тому числі завідує поліцією і карним розшуком, наглядає за організацією виборів до парламенту і виконанням судових рішень. У Лондоні є два шерифи, які обираються щороку. За давньою традицією один із шерифів є олдерменом і називається шерифом-олдерменом. Цей шериф може балотуватися на посаду лорд-мера в наступному році.
У Шотландії характер посади інший, там суддя-шериф — головний суддя графства — призначається монархом довічно. Головна роль шерифів там полягає в тому, щоб засідати як суддя першої інстанції, хоча вони мають деякі апеляційні функції. Під час засідань у суді шерифи носять чорну мантію та перуку.

## США

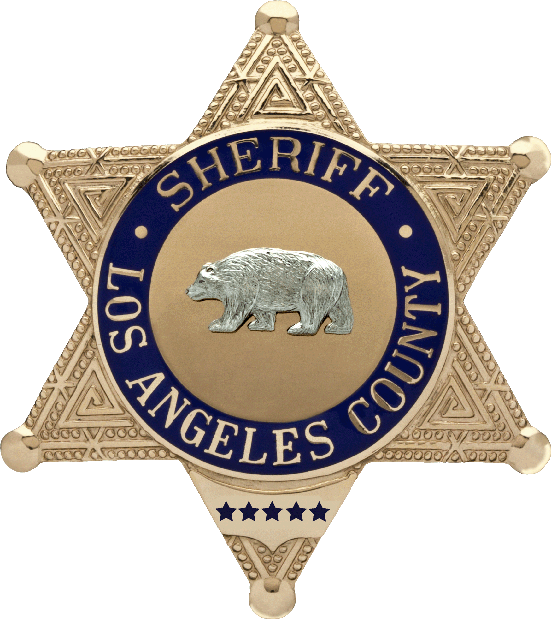
Значок шерифа округу Лос-Анджелес, США

У США шериф округу (county sheriff) є головою поліції округу (департамент шерифа, sheriff's department). Найчастіше слово «шериф» зараз вживається саме в цьому значенні. Термін його повноважень зазвичай складає 4 роки, після чого шериф переобирається. Єдиними штатами, які призначають своїх шерифів через урядові установи, є Гаваї та Род-Айленд.
Обов'язки і взаємини між шерифом і поліцією штату значно відрізняються від штату до штату. В основному, це підтримка правопорядку, управління в'язницею округу, вручення судових документів (таких як повістки та повідомлення про виселення) та забезпечення безпеки судів.
Заступники шерифа (deputy sheriff) працюють під керівництвом шерифа, щоб забезпечити дотримання федеральних, місцевих та державних законів у межах своєї юрисдикції. Сфера їхньої роботи може включати дуже різноманітні обов'язки, зокрема патрулювання, реагування на екстрені виклики, вручення юридичних документів, перевезення ув'язнених до суду або виправних установ та назад.
Характерним атрибутом американських шерифів є значок у вигляді зірки з 5, 6 чи 7-ма вершинами. Значок не є обов'язковим для носіння, проте традиційно шерифи володіють ним для демонстрації своєї посади. Дизайн значка може бути індивідуальним. Такі значки з'явилися в XIX ст. і відрізняють шерифів від поліцейських, у яких значок виконаний у формі щита.

## Інші країни
У Канаді шериф захищає судову владу, громадськість, осіб, які перебувають під вартою, адвокатів та співробітників суду; перевозить ув'язнених до суду та виправних установ і назад; вручає деяких документи.
В Австралії Офіс шерифа вперше був заснований Хартією правосуддя у 1824 році. До цього обов'язки шерифа виконував проректор-маршал колонії Новий Південний Уельс. Шериф повинне був виконувати рішення, постанови та накази Верховного Суду; виконувати вироки (в тому числі смертні); виконувати обов'язки коронера; діяти як маршал Адміралтейства; керувати в'язницями та перевозити ув'язнених. Сучасні шерифи забезпечують безпеку суду, вручають документи, керують системою присяжних.